# Pyae Phyo Zaw
Pyae Phyo Zaw (* 2. Juni 1994 in Taungoo) ist ein myanmarischer Fußballspieler.

## Karriere

### Verein
Das Fußballspielen erlernte Pyae Phyo Zaw in der Jugendmannschaft von Yangon United. Hier unterschrieb er 2017 auch seinen ersten Vertrag. Der Verein aus Rangun spielte in der ersten Liga des Landes, der Myanmar National League. 2018 gewann er mit dem Klub den MFF Charity Cup. In dem Spiel besiegte man Shan United im Elfmeterschießen. 2019 stand er mit Yangon im Finale des General Aung San Shield. Hier besiegte man ebenfalls Shan United.

### Nationalmannschaft
Pyae Phyo Zaw spielt seit 2012 in der Nationalmannschaft von Myanmar. Sein Debüt in der Nationalelf gab er am 24. November 2012 in einen Freundschaftsspiel gegen Vietnam im Rajamangala Stadium in Bangkok.

## Erfolge
Yangon United
- General Aung San Shield: 2019
- MFF Charity Cup: 2018